# Lijst van voetbalinterlands Bermuda - Trinidad en Tobago (vrouwen)
Deze lijst van voetbalinterlands is een overzicht van alle officiële voetbalinterlands tussen de nationale vrouwenteams van Bermuda en Trinidad en Tobago. De landen hebben tot nu toe twee keer tegen elkaar gespeeld.

## Wedstrijden
| № | Plaats        | Datum            | Competitie                                       | Wedstrijd                    | Uitslag |
| - | ------------- | ---------------- | ------------------------------------------------ | ---------------------------- | ------- |
| 1 | San Cristóbal | 5 juli 2011      | Olympische Spelen 2012 kwalificatie              | Trinidad en Tobago − Bermuda | 5 − 1   |
| 2 | Kingston      | 2 september 2018 | Noord-Amerikaans kampioenschap 2018 kwalificatie | Bermuda − Trinidad en Tobago | 0 − 3   |

## Samenvatting
| Competitie                                  | Totaal gespeeld | Winst Bermuda | Gelijk | Winst Trinidad en Tobago | Doelsaldo Bermuda – Trinidad en Tobago |
| ------------------------------------------- | --------------- | ------------- | ------ | ------------------------ | -------------------------------------- |
| Olympische Spelen kwalificatie              | 1               | 0             | 0      | 1                        | 1 − 5                                  |
| Noord-Amerikaans kampioenschap kwalificatie | 1               | 0             | 0      | 1                        | 0 − 3                                  |
| Totaal                                      | 2               | 0             | 0      | 2                        | 1 − 8                                  |